# Lafayette McLaws
Lafayette McLaws (15. januar 1821 – 24. juli 1897) var officer i den amerikanske hær og senere general i Sydstaternes hær under den amerikanske borgerkrig.

## Tidlige år
McLaws var født i Augusta i Georgia. Han tog eksamen fra West Point i 1842 og gjorde tjeneste som infanteriofficer i den Mexicansk-amerikanske krig. Derefter var han i Vesten, hvor han deltog i Utah krigen, hvor en mormonsk opstand blev slået ned. Mens han var posteret i Jefferson Barracks i Missouri, giftede han sig med Emily Allison Taylor, miece af general Zachary Taylor.

## Borgerkrigen
Ved starten af borgerkrigen trådte han ud af Unionshæren, hvor han var kaptajn. McLaws blev udnævnt til major i Sydstaternes hær. Han blev hurtigt forfremmet til oberst for 10. Georgia infanteri regiment, og hurtigt derefter til brigadegeneral med kommando over først en brigade og derefter en division i Syv dages slaget. Den 23. maj 1862 blev han udnævnt til generalmajor. Han kom til James Longstreets korps i Army of Northern Virginia, som kommandør for 1. Division og blev ved Longstreet i det meste af krigen.
Under Robert E. Lee's Marylandkampagne i 1862, blev McLaws's division udskilt fra resten af korpset, samarbejdede med generalmajor Stonewall Jackson, og erobrede Maryland Heights i Slaget ved Harpers Ferry. Han marcherede sin division til Sharpsburg, og forsvarede West Woods i Slaget ved Antietam. Lee var skuffet over McLaws's sene ankomst til slagmarken. I slaget ved Fredericksburg, var McLaws' division en af de, som forsvarede Marye's Heights, og han gjorde Lee tilfreds med sin solide forsvarsindsats.
I Slaget ved Chancellorsville kæmpede McLaws direkte under Lee, mens resten af korpset var sendt på en opgave ved Suffolk i Virginia. Den 3. maj 1863 sendte Lee McLaws's division af sted for at stoppe Unionens VI Corps under Geneneralmajor John Sedgwick fra at rykke frem mod Lee's bagland. Han løste denne opgave, men Lee var skuffet over at McLaws ikke havde angrebet mere aggressivt og gjort større skade på Sedgwick's corps, frem for at lade ham undslippe over Rappahannock floden. Da Lee reorganiserede sin hær efter at Jackson var blevet dødeligt såret ved Chancellorsville, anbefalede Longstreet sin underordnede som en af de to nye korpskommandører, men de blev begge skuffede, da Lee valgte Richard S. Ewell og A.P. Hill i stedet. McLaws bad om at blive overført til anden tjeneste, men det blev afslået.
Under Slaget ved Gettysburg den 2. juli 1863, kommanderede McLaws den anden division som skulle frem i Longstreet's massive angreb på Unionens venstre flanke. Han opnåede en stor succes (med store tab til følge) i områderne som kaldes Wheatfield og Peach Orchard (hvedemarken og ferskenlunden), men hæren som helhed var ikke i stand til at presse Unionen ud af dens stillinger på Cemetery Ridge. Hans division deltog ikke i Pickett's Charge den næste dag, selv om det var Longstreet, som havde kommandoen over angrebet.
McLaws fulgte med Longstreet's korps til Tennessee for at komme general Braxton Bragg's hær til hjælp. Hans kær ankom for sent til at hjælpe i Slaget ved Chickamauga og Slaget ved Chattanooga. I Knoxville kampagnen lod Longstreet McLaws afløse efter det mislykkede angreb på Fort Sanders. Longstreet mente, at McLaws ikke havde forberedt angrebet tilstrækkeligt. En undersøgelsesdomstol frifandt McLaws for de fleste anklager, men det krævede indgriben fra Jefferson Davis før han fik sin kommando tilbage. Naturligt nok var hans forhold til Longstreet ødelagt. Han forlod korpset, og da Lee ikke ville have ham til at kommandere i Virginia blev han sendt til Georgia hvor han forgæves forsvarede Savannah mod generalmajor Shermans march mod havet. McLaws overgav sig sammen med Joseph E. Johnston's hær i North Carolina den 26. april 1865.

## Efter krigen
Efter krigen arbejdede McLAws i forsikringsbranchen, var postmester i Savannah og var aktiv i Sydstatsveteranernes organisationer. Trods sine uoverensstemmelser med Longstreet under krigen forsvarede McLaws til at begynde med Longstreet mod Jubal A. Early og andres forsøg på at tilsvine ham. Kort før sin død ændrede han opfattelse om Lost Cause bevægelsen og han begyndte at tale om Longstreet's fejltagelser ved Gettysburg.
Lafayette McLaws døde i Savannah og ligger begravet der i i Laurel Grove Cemetery. Han er den posthume forfatter af A Soldier's General: The Civil War Letters of Major General Lafayette McLaws (2002).